# Sykeston
La ville de Sykeston est située dans le comté de Wells, dans l’État du Dakota du Nord, aux États-Unis. Sa population s’élevait à 117 habitants lors du recensement de 2010, estimée à 108 habitants en 2018.

## Histoire
La ville a été fondée en 1883 par le propriétaire terrien Richard Sykes (en). Sykeston a été le siège du comté de 1884 à 1894, date à laquelle Fessenden l’a supplantée.

## Démographie
| 1910 | 1920 | 1930 | 1940 | 1950 | 1960 |
| ---- | ---- | ---- | ---- | ---- | ---- |
| 276  | 367  | 327  | 273  | 272  | 236  |

| 1970 | 1980 | 1990 | 2000 | 2010 | - |
| ---- | ---- | ---- | ---- | ---- | - |
| 232  | 193  | 167  | 153  | 117  | - |

## Source
- (en) Cet article est partiellement ou en totalité issu de l’article de Wikipédia en anglais intitulé « Sykeston, North Dakota » (voir la liste des auteurs).